# كريس ارتشر
كريس ارتشر (بالإنجليزية: Chris Archer)‏ هو لاعب كرة قاعدة أمريكي، ولد في 26 سبتمبر 1988 في رالي في الولايات المتحدة.

## وصلات خارجية
- كريس ارتشر على موقع دوري كرة القاعدة الرئيسي (الإنجليزية)
- كريس ارتشر على موقعبيزبول رفرنس.كوم (الدوري الرئيسي) (الإنجليزية)
- كريس ارتشر على موقعبيزبول رفرنس.كوم (الدوري الثانوي) (الإنجليزية)
- كريس ارتشر على موقع إي إس بي إن.كوم (أم.أل.بي) (الإنجليزية)
- كريس ارتشر على موقع مشجعي الرسوم البيانية (الإنجليزية)